# Gewöhnliche Schwarzspinne
Die Gewöhnliche Schwarzspinne (Zelotes subterraneus), auch als Schwarze Plattbauchspinne oder als Unterirdischer Eiferer bezeichnet, ist eine Spinne aus der Familie der Plattbauchspinnen (Gnaphosidae) und einer der häufigsten Vertreter dieser Familie in Mitteleuropa.

## Merkmale

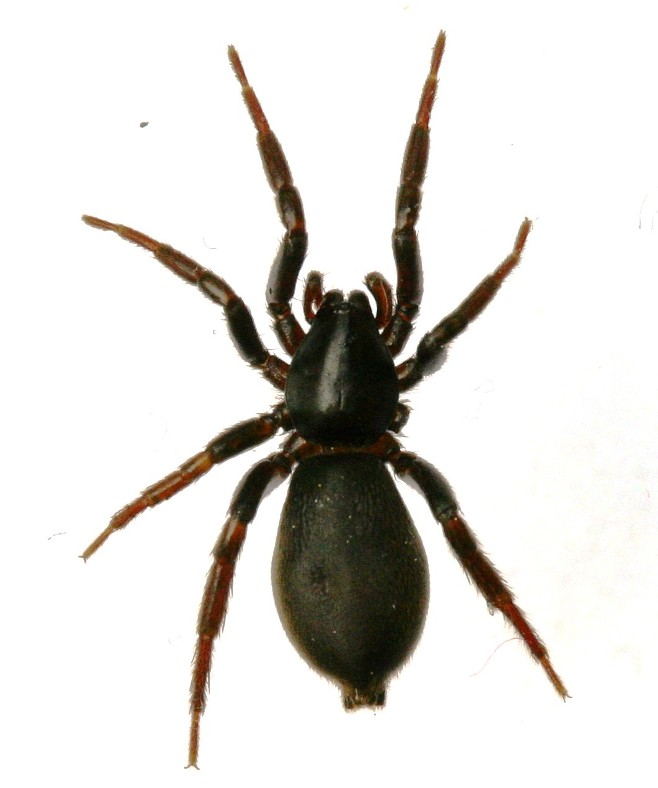
Draufsicht eines Weibchens, dem ein Bein fehlt.

Das Weibchen der Gewöhnlichen Schwarzspinne erreicht eine Körperlänge von sechs bis neun Millimetern, das Männchen eine von fünfeinhalb bis acht Millimetern. Ihre deutsche Trivialbezeichnung erhält die Art wie alle der Gattung durch die schwarzbraune bis gänzlich schwarze Grundfärbung, die sich über den gesamten Körper erstreckt, nur die Tarsen sind aufgehellt. Außerdem besitzen die Femura des ersten Beinpaares auf der Innenseite einen hellen Fleck. Die Tibien des ersten und des zweiten Beinpaares verfügen anders als der Rest der Beine über keine Stacheln. Die Epigyne des Weibchens besitzt, wie fast alle Arten der Artengruppe, eine nahezu herzförmige und in der Mitte zipflig ausgezogene Furche. Der männliche Pedipalpus zeichnet sich aus durch eine gerade Apophyse der Tibia und eine randliche Erhöhung des Kiels auf der Bulbus-Innenseite. Abbildungen der Genitalmorphologie finden sich bei Spiders of Europe.

### Ähnliche Arten
Die Gewöhnliche Schwarzspinne sieht den anderen Arten der Gattung der Schwarzspinnen (Zelotes), aber auch Vertretern der Gattungen Trachyzelotes und Drassyllus aus der gleichen Familie sehr ähnlich. Da alle Arten der Gattung Zelotes über die gleiche Grundfärbung verfügen, sind die meisten Arten nur durch genitalmorphologische Merkmale voneinander zu unterscheiden, wenige Arten sind durch distale aufgehellte Beinglieder differenzierbar. Diese Art ist aber ausschließlich genitalmorphologisch bestimmbar.

## Vorkommen
Die Gewöhnliche Schwarzspinne ist verbreitet in Europa, nach Osten über Kleinasien, den Kaukasus, Zentralasien und den russischen Fernen Osten bis nach China. Ältere Angaben für Nordamerika sind irrtümlich und beziehen sich auf die sehr ähnliche Zelotes fratris. In Europa kommt sie bevorzugt in Mittel-, Nord- und Osteuropa vor, sie wird in Irland und Großbritannien weitgehend durch die sehr ähnliche Zelotes apricorum ersetzt, sie bildet hier zudem verbreitet Hybride mit dieser Art aus. In Südeuropa ist die Art selten und meist auf Gebirgslagen beschränkt, in Italien kommt sie nur in den Alpen vor.
Die sehr anpassungsfähige Art bewohnt eine große Vielzahl an Lebensräumen, darunter Wälder, Moore, Heiden, (darunter besonders Zwergstrauchheiden) Halb-, Trocken und Magerrasen, Frisch- und Feuchtwiesen, Ruderalflächen, sowie Schutt- und Geröllhalden. Nur zu feuchte Lebensräume und vom Menschen intensiv genutzte Flächen, darunter Acker- oder Agrarstandorte werden von der Gewöhnlichen Schwarzspinne gemieden. In den Alpen kann die Art bis zu einer Höhe von 1300 Metern angetroffen werden, in den Pyrenäen wird sie sogar bis zu 2250 Meter Höhe angegeben.

### Bedrohung und Schutz
Die Gewöhnliche Schwarzspinne ist nicht zuletzt aufgrund ihrer Anpassungsfähigkeit vielerorts die häufigste Art der Gattung. Sie ist also nicht selten und besitzt dementsprechend keinen Schutzstatus.

## Lebensweise
Über die Lebensweise der Gewöhnliche Schwarzspinne ist trotz ihrer Häufigkeit wenig bekannt. Wie viele Glattbauchspinnen ist sie nachtaktiv und hält sich tagsüber unter Steinen, Holzstücken, im Moos oder dichtem Gras verborgen, während sie nachts auf Beutefang geht. Gelegentlich sieht man die Art aber auch am Tag umherlaufen. Dabei können die Tiere in dem für alle Arten der Familie typischen ruckartigen Laufgang hohe Laufgeschwindigkeiten erreichen und kommen dann unvermittelt zum Stillstand.

### Fortpflanzung
Adulte Exemplare der Gewöhnlichen Schwarzspinne sind im Zeitraum zwischen den Monaten März und Oktober aktiv. Bei der Paarung, die über 20 Minuten dauern kann, wechselt das Männchen die in die Epigyne des Weibchens einzuführenden Bulbi ein Mal. Das Weibchen fertigt dann im Sommer, meist an der Unterseite eines Steines, einen linsenförmigen und rosa gefärbten Eikokon, der für einige Zeit bewacht wird, ehe die Jungtiere schlüpfen.

## Systematik
Die Gewöhnliche Schwarzspinne erhielt von ihrem Erstbeschreiber Carl Ludwig Koch 1833 die wissenschaftliche Bezeichnung Melanophora subterranea. Derselbe Autor führte 1839 auch das Synonym M. violacea ein. Die Asselfliegengattung Melanophora war jedoch bereits 1803 von Johann Wilhelm Meigen aufgestellt worden. Johannes von Nepomuk Franz Xaver Gistel überführte die Art 1848 in die von ihm neu aufgestellte Gattung Zelotes, deren Typusart sie ist und der die Schwarze Glattbauchspinne noch heute angehört. Die Art bildet mit einer Reihe verwandter und äußerst ähnlicher Arten in Eurasien und Nordamerika die subterraneus-Artengruppe. Die Weibchen der Artengruppe lassen sich nur sehr schwierig, in vielen Fällen nach Genitalpräparation, sicher unterscheiden.